# Asinipodien

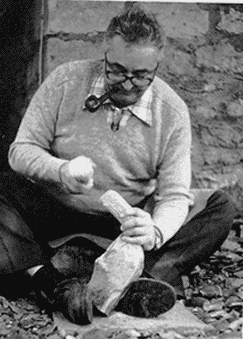
François Bordes

L'Asinipodien est une variante rare du Moustérien, définie en 1975 par François Bordes à partir des grottes du Pech-de-l'Azé (Dordogne), et plus précisément de Pech-de-l'Azé IV.

## Site-type
L'Asinipodien se tient dans les couches J3a à J3c de Pech-de-l'Azé IV.
 
Le nom est formé à partir des racines « podium » pour Pech et « asinus » pour Azé.

## Typologie
Sa typologie est celle d'un Moustérien à denticulés ou d'un Moustérien typique riche en denticulés. Il y a plus de pièces à encoches et de denticulés que de racloirs (Bordes dit que ces derniers sont très peu nombreux), et pratiquement tous les racloirs sont à une seule arête. Les pièces tronquées et facettées sont aussi très nombreuses, et l'ensemble contient un pourcentage élevé d'éclats et de nucléus de type Kombewa - plus de 12% dans la couche J3a.
Il y a aussi un certain nombre de petits éclats Levallois, parmi lesquels de nombreuses pièces font moins de 2 cm de long. Ils sont accompagnés de nucléus Levallois, eux-mêmes très petits : près de 10% d'entre eux sont moins de 3 cm de longueur maximum, et les longueurs des négatifs d'enlèvement (voir « éclats ») font en moyenne 2 cm de long (les plus petits négatifs mesurant au moins 1,4 cm).
Il n'y a pas de bifaces.

## Chronologie
Sur la base des vestiges d'animaux et de la stratigraphie associée, François Bordes a daté l'Asinipodien du premier stade de la glaciation de Würm. Des analyses récentes pour les deux couches d'Asinipodien (6A et 6B) donnent des âges de 74 000 ±4 000 ans et 70 000 ±4 000 ans respectivement (SIO 5a à 4).